# Championnat du monde féminin d'échecs 2011

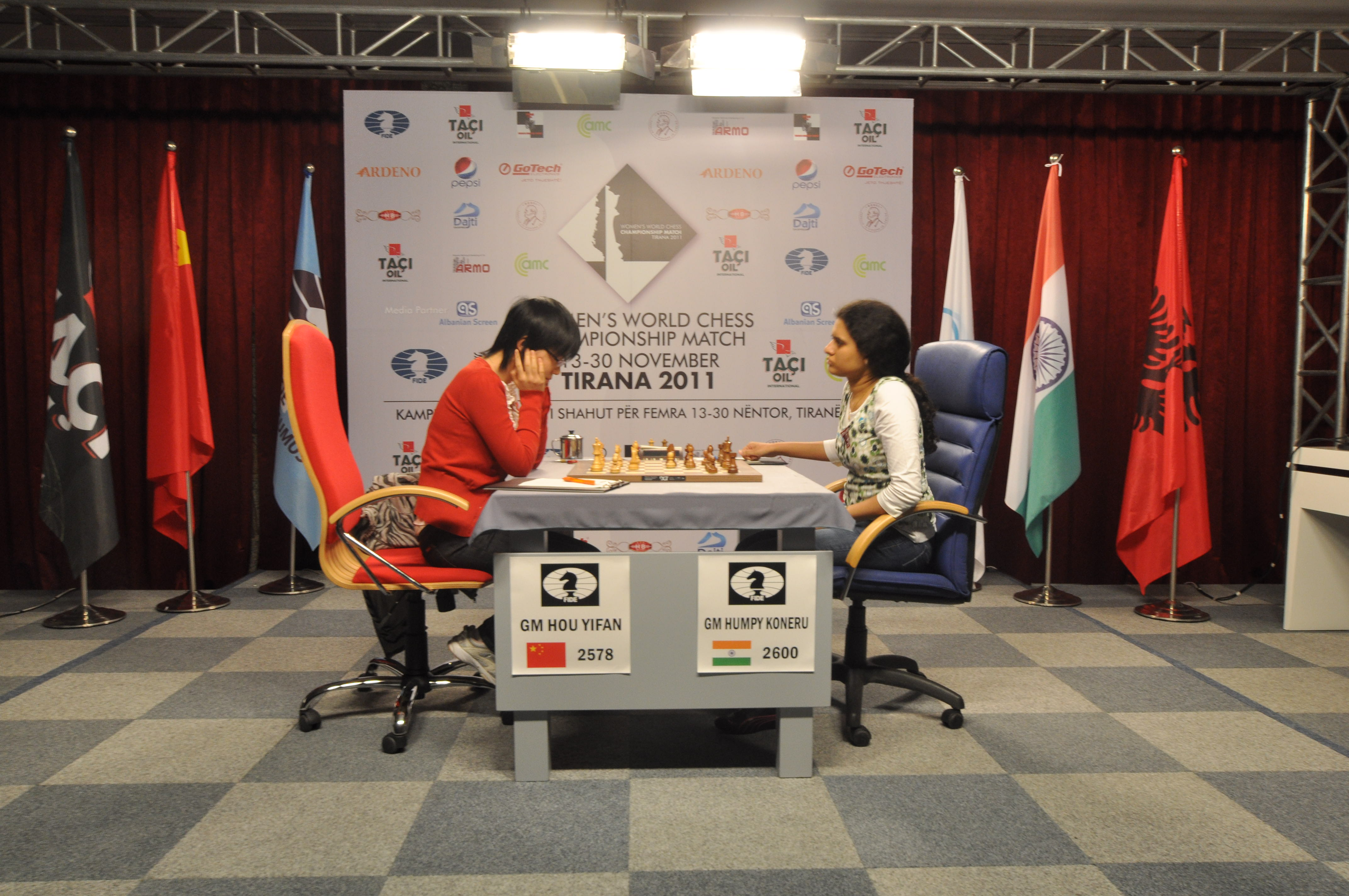
Championnat du monde d'échecs féminin, Tirana 2011

Le championnat du monde d'échecs féminin 2011 était le 35e du genre. Il est organisé par la FIDE et s'est déroulé sous la forme d'un match entre la championne en titre et un challenger, déterminé par la série des Grands Prix de la FIDE.
le match est attribué à Tirana, en Albanie le 8 août 2011,  Le montant du prix est de 200 000$. Le match a eu lieu du 13 au 30 novembre 2011. La championne Hou Yifan a conservé son titre en battant la challenger Humpy Koneru 5½ - 2½,.  Les deux joueuses étaient classées deuxième et troisième au monde à l'époque, derrière Judit Polgár.

## Format
Le match devait se dérouler sur 10 parties avec des contrôles de temps classiques : 90 minutes pour les 40 premiers coups et 30 minutes supplémentaires pour le reste de la partie, avec un incrément de 30 secondes par coup à partir du premier coup. 
En cas d'égalité après dix parties, des parties de départage sont jouées  : 
- jusqu'à quatre parties rapides (25 minutes par joueur avec un incrément de 10 secondes à partir du premier coup) ;
- deux parties rapides (5 minutes par joueur avec un incrément de 3 secondes à partir du premier coup) ;
- une partie "Armageddon" où les Noirs n'ont besoin que d'une nulle pour gagner le match (5 minutes pour les Blancs et 4 minutes pour les Noirs avec un incrément de 3 secondes à partir du 61e coup).

Humpy Koneru a joué avec les Blancs dans la première partie. Les couleurs ont ensuite alterné, sauf après le quatrième jeu.

## Bilan des confrontations
Avant le match, Hou Yifan et Koneru Humpy ont joué 16 parties l'une contre l'autre au contrôle du temps classique avec les statistiques suivantes:
|                                         | Victoires de Hou Yifan | Nulle | Victoires de Koneru Humpy | Total |
| --------------------------------------- | ---------------------- | ----- | ------------------------- | ----- |
| Hou Yifan (Blanc) – Koneru Humpy (Noir) | 5                      | 2     | 0                         | 7     |
| Koneru Humpy (Blanc) – Hou Yifan (noir) | 3                      | 4     | 2                         | 9     |
| Total                                   | 8                      | 6     | 2                         | 16    |

## Résultat
|              | Elo  | 1 | 2 | 3 | 4 | 5 | 6 | 7 | 8 | Total |
| ------------ | ---- | - | - | - | - | - | - | - | - | ----- |
| Humpy Koneru | 2600 | ½ | ½ | 0 | ½ | ½ | 0 | 0 | ½ | 2½    |
| Hou Yifan    | 2578 | ½ | ½ | 1 | ½ | ½ | 1 | 1 | ½ | 5½    |

Après huit parties sur dix, le match a été décidé, par Hou Yifan faisant match nul avec les Noirs et atteignant 5½ points.